# Lawia żółtoskrzydła
Lawia żółtoskrzydła, lironos żółtoskrzydły (Lavia frons) – gatunek ssaka z rodziny lironosowatych (Megadermatidae).

## Taksonomia
Gatunek po raz pierwszy zgodnie z zasadami nazewnictwa binominalnego opisał w 1810 roku francuski przyrodnik Étienne Geoffroy Saint-Hilaire nadając mu nazwę Megaderma frons. Holotyp pochodził z Senegalu. Jedyny przedstawiciel rodzaju lawia (Lavia) który opisał w 1838 roku brytyjski zoolog John Edward Gray. 
Autorzy Illustrated Checklist of the Mammals of the World rozpoznają trzy podgatunki; opisano je głównie na podstawie niewielkich różnic w wielkości, ale nie przeprowadzono przeglądu granic populacji ani porównań genetycznych. Podstawowe dane taksonomiczne podgatunków (oprócz nominatywnego) przedstawia poniższa tabelka:
| Podgatunek    | Oryginalna nazwa    | Autor i rok opisu             | Miejsce typowe                      |
| ------------- | ------------------- | ----------------------------- | ----------------------------------- |
| L. f. affinis | Lavia frons affinis | K. Andersen & Wroughton, 1907 | Kaka, Nil Biały, Sudan.             |
| L. f. rex     | Lavia rex           | G.S. Miller, 1905             | Taveta, Prowincja Nadmorska, Kenia. |

### Etymologia
- Lavia: etymologia niejasna, Gray nie podał znaczenia nazwy rodzajowej[2][14].
- frons: łac. frons, frontis „brwi”[15].
- affinis: łac. adfinis lub affinis „spokrewniony, pokrewny, sąsiedzki”, od ad „w kierunku”; finis „koniec, granica”[16].
- rex: łac. rex, regis „król”, od regere „rządzić”[17].

## Zasięg występowania
Lawia żółtoskrzydła występuje w Afryce Zachodniej, Środkowej i Wschodniej zamieszkując w zależności od podgatunku:
- L. frons frons Senegal i Gambia na wschód od Nigerii, Kamerunu i Republiki Środkowoafrykańskiej oraz od południowego do południowo-zachodniego Konga.
- L. frons affinis – Czad, Sudan, Sudan Południowy, północna Uganda i północno-wschodnia Demokratyczna Republika Konga.
- L. frons rex – Erytrea, Etiopia i Somalia na południe przez wschodnią Demokratyczną Republikę Konga, Kenię i Tanzanię (w tym wyspę Zanzibar w archipelagu Zanzibar) do północnej Zambii i północnego Malawi.

Opublikowany raport z Namibii jest uważany za błędny.

## Morfologia
Długość ciała 60–83 mm, ogona brak, długość ucha 33–47 mm, długość tylnej stopy 16– 20 mm, długość przedramienia 53–64 mm; masa ciała 28–36 g; samice są średnio nieco większe od samców. Lawie żółtoskrzydłe mają różną barwę sierści, ale ich skrzydła oraz uszy są zawsze ubarwione na żółtoczerwono

## Ekologia

### Tryb życia
Występuje w okolicach bagien, jezior znajdujących się w lasach oraz na terenach otwartych. Śpią w krzewach lub na drzewach i tylko drżenie ich uszu zdradza ich obecność. Nietoperze te są aktywne całą dobę, latają w dzień, ale pożywiają się tylko w nocy. W przeciwieństwie do innych lironosów Lavia frons poluje tylko na owady. Poluje podobnie do muchówek czekając, aż owad sam znajdzie się w pobliżu, po czym zaatakuje go z góry.  

### Rozmnażanie
Poród tego gatunku nietoperzy nie jest związany z żadną porą roku, a samce pozostają we wspólnych noclegowiskach również w czasie rodzenia się młodych.